# Baldassarre Odescalchi, III principe Odescalchi
Baldassarre Odescalchi, III principe Odescalchi (Roma, 23 luglio 1748 – Roma, 30 agosto 1810), è stato un nobile italiano.

## Biografia
Figlio di Livio Odescalchi, II principe Odescalchi e di sua moglie, la principessa Maria Vittoria Corsini, Baldassarre nacque a Roma nel 1748. Per parte di suo padre mantenne i legami con la maggior parte dell'aristocrazia romana e papalina dell'epoca, mentre per parte di sua madre era imparentata con i maggiori esponenti di quella fiorentina.
Assieme al figlio ed al padre, nel 1803, si accordò per la vendita del feudo di Bracciano al ricco banchiere Giovanni Raimondo Torlonia, dato l'assottigliarsi delle finanze della famiglia.
Ereditò i titoli paterni solo nel 1805, a 57 anni. Pur non approvando la politica napoleonica, seppe adattarvisi per conservare almeno il proprio patrimonio di famiglia che già stava divenendo sempre più esiguo, nella speranza costante del ritorno del pontefice. Non approvò il trasferimento del figlio in Austria, bollando tale comportamento come vile di fronte all'incalzare degli eventi a Roma.
Erudito, compose una Storia dell'Accademia dei Lincei di cui era membro nel 1806.
Morì a Roma nel 1810.

## Matrimonio e figli
Il 7 agosto 1777 a Roma, Baldassarre sposò la principessa Caterina Valeria Giustiniani (1761 - 1813), figlia di Benedetto Giustiniani, principe di Bassano, e di sua moglie, la nobildonna di origini irlandesi Cecilia Charlotte Mahony. La coppia ebbe i seguenti figli:
- Innocenzo (1778-1833), principe Odescalchi, sposò la contessa Anna Luisa Keglevich de Buzin
- Un bambino (nato e morto nel 1780)
- Maddalena (1782 - 1846), sposò nel 1796 il principe Luigi Boncompagni Ludovisi, principe di Piombino
- Antonietta Teresa (1783 - 1842), sposò nel 1803 Gerolamo Theodoli, marchese di San Vito e Pisoniano
- Carlo (1785 - 1841), cardinale, arcivescovo di Ferrara
- Girolamo (1787 - 1852)
- Pietro (1789 - 1856)
- Cecilia (1791 - 1856), sposò nel 1820 il marchese Francesco Longhi
- Flaminia (1795 - 1855), sposò nel 1811 il marchese Bartolomeo Capranica
- Vittoria (1798 - 1861), sposò nel 1818 il marchese Francesco Connestabile della Staffa

## Ascendenza
|                                                 |                                           |                                                  | Genitori                                           |  |  | Nonni |  |  | Bisnonni                                               |  |  | Trisnonni       |  |
|                                                 |                                           |                                                  |                                                    |  |  |       |  |  | Antonio Maria Erba-Odescalchi, I marchese di Mondonico |  |  | Alessandro Erba |  |
|                                                 |                                           |                                                  |                                                    |  |  |       |  |  | Antonio Maria Erba-Odescalchi, I marchese di Mondonico |  |  | Alessandro Erba |  |
|                                                 |                                           | Lucrezia Odescalchi                              |                                                    |  |  |       |  |  | Antonio Maria Erba-Odescalchi, I marchese di Mondonico |  |  |                 |  |
| Baldassarre Odescalchi, I principe Odescalchi   |                                           |                                                  |                                                    |  |  |       |  |  | Antonio Maria Erba-Odescalchi, I marchese di Mondonico |  |  |                 |  |
|                                                 |                                           | Teresa Turconi                                   | Luigi Turconi                                      |  |  |       |  |  |                                                        |  |  |                 |  |
|                                                 |                                           | Teresa Turconi                                   | Luigi Turconi                                      |  |  |       |  |  |                                                        |  |  |                 |  |
|                                                 |                                           | Teresa Turconi                                   | Anna Grassi                                        |  |  |       |  |  |                                                        |  |  |                 |  |
| Livio Odescalchi, II principe Odescalchi        |                                           | Teresa Turconi                                   |                                                    |  |  |       |  |  |                                                        |  |  |                 |  |
|                                                 |                                           | Marcantonio II Borghese, III principe di Sulmona | Giovanni Battista Borghese, II principe di Sulmona |  |  |       |  |  |                                                        |  |  |                 |  |
|                                                 |                                           | Marcantonio II Borghese, III principe di Sulmona | Giovanni Battista Borghese, II principe di Sulmona |  |  |       |  |  |                                                        |  |  |                 |  |
|                                                 |                                           | Marcantonio II Borghese, III principe di Sulmona | Eleonora Boncompagni                               |  |  |       |  |  |                                                        |  |  |                 |  |
| Eleonora Maddalena Borghese                     |                                           | Marcantonio II Borghese, III principe di Sulmona |                                                    |  |  |       |  |  |                                                        |  |  |                 |  |
|                                                 |                                           | Livia Spinola                                    | Carlo Spinola, principe di Sant'Angelo             |  |  |       |  |  |                                                        |  |  |                 |  |
|                                                 |                                           | Livia Spinola                                    | Carlo Spinola, principe di Sant'Angelo             |  |  |       |  |  |                                                        |  |  |                 |  |
|                                                 |                                           | Livia Spinola                                    | Violante Spinola                                   |  |  |       |  |  |                                                        |  |  |                 |  |
| Baldassarre Odescalchi, III principe Odescalchi |                                           | Livia Spinola                                    |                                                    |  |  |       |  |  |                                                        |  |  |                 |  |
|                                                 | Bartolomeo Corsini, I principe di Sismano | Filippo Corsini, II marchese di Tresana          |                                                    |  |  |       |  |  |                                                        |  |  |                 |  |
|                                                 | Bartolomeo Corsini, I principe di Sismano | Filippo Corsini, II marchese di Tresana          |                                                    |  |  |       |  |  |                                                        |  |  |                 |  |
|                                                 | Bartolomeo Corsini, I principe di Sismano | Lucrezia Rinuccini                               |                                                    |  |  |       |  |  |                                                        |  |  |                 |  |
| Filippo Corsini, II principe di Sismano         | Bartolomeo Corsini, I principe di Sismano |                                                  |                                                    |  |  |       |  |  |                                                        |  |  |                 |  |
|                                                 |                                           | Vittoria Altoviti                                | Giovanni Battista Altoviti                         |  |  |       |  |  |                                                        |  |  |                 |  |
|                                                 |                                           | Vittoria Altoviti                                | Giovanni Battista Altoviti                         |  |  |       |  |  |                                                        |  |  |                 |  |
|                                                 |                                           | Vittoria Altoviti                                | Virginia Guicciardini                              |  |  |       |  |  |                                                        |  |  |                 |  |
| Maria Vittoria Corsini                          |                                           | Vittoria Altoviti                                |                                                    |  |  |       |  |  |                                                        |  |  |                 |  |
|                                                 |                                           | Lorenzo Francesco Strozzi, I principe di Forano  | Giovanni Battista Strozzi                          |  |  |       |  |  |                                                        |  |  |                 |  |
|                                                 |                                           | Lorenzo Francesco Strozzi, I principe di Forano  | Giovanni Battista Strozzi                          |  |  |       |  |  |                                                        |  |  |                 |  |
|                                                 |                                           | Lorenzo Francesco Strozzi, I principe di Forano  | Francesca Altoviti                                 |  |  |       |  |  |                                                        |  |  |                 |  |
| Ottavia Strozzi                                 |                                           | Lorenzo Francesco Strozzi, I principe di Forano  |                                                    |  |  |       |  |  |                                                        |  |  |                 |  |
|                                                 |                                           | Teresa Strozzi di Bagnolo                        | Giambattista Strozzi, I duca di Bagnolo            |  |  |       |  |  |                                                        |  |  |                 |  |
|                                                 |                                           | Teresa Strozzi di Bagnolo                        | Giambattista Strozzi, I duca di Bagnolo            |  |  |       |  |  |                                                        |  |  |                 |  |
|                                                 |                                           | Teresa Strozzi di Bagnolo                        | Ottavia Renzi                                      |  |  |       |  |  |                                                        |  |  |                 |  |
|                                                 |                                           | Teresa Strozzi di Bagnolo                        |                                                    |  |  |       |  |  |                                                        |  |  |                 |  |